# Storia degli ebrei a Vicenza
La presenza di famiglie ebraiche nel territorio vicentino è attestata durante tutto il XV secolo e, in forma molto ridotta, in età contemporanea.

## Storia

### Il Quattrocento

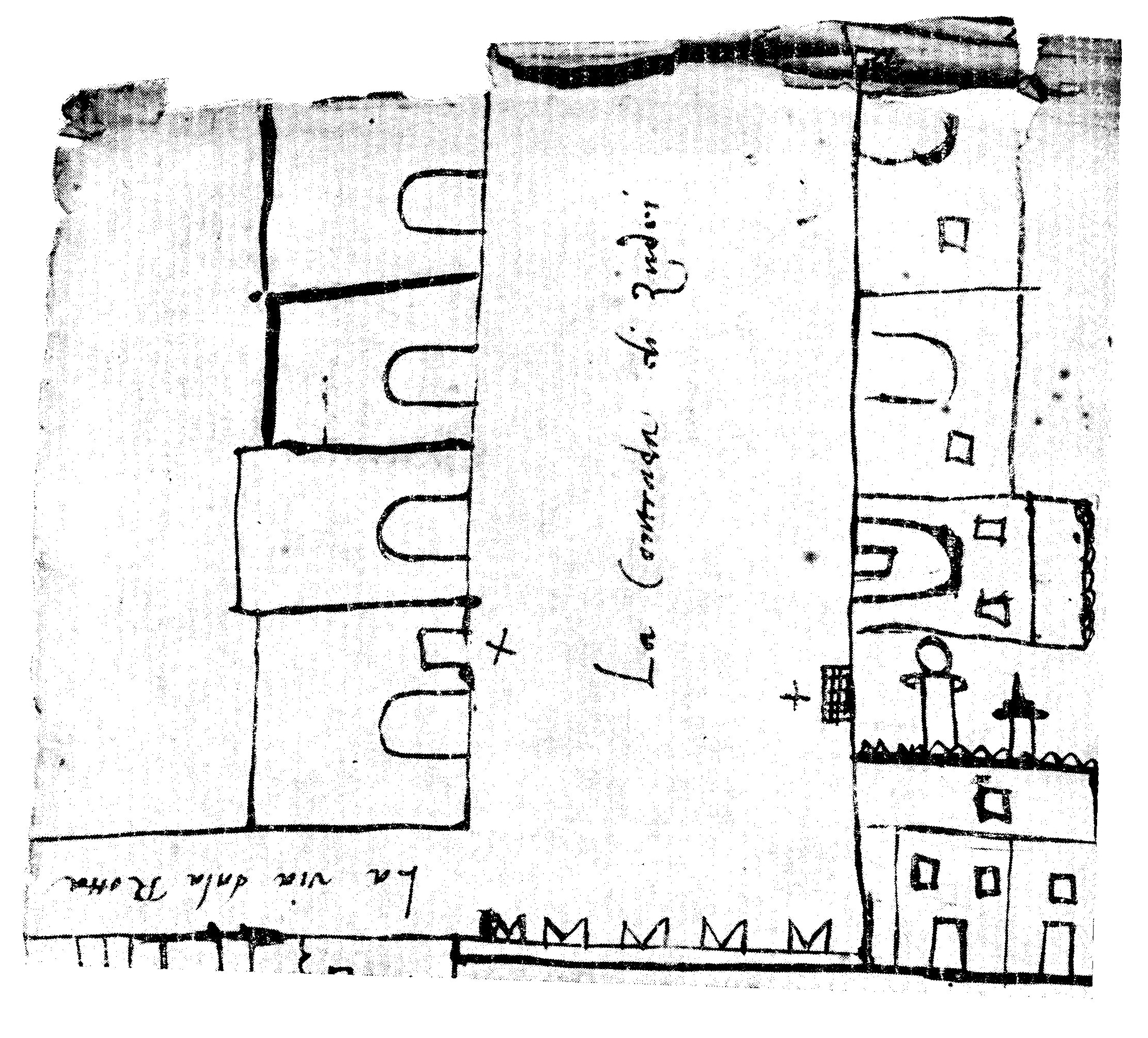
Mappa del Peronio di Vicenza 1481 (particolare) - La contrà' de Zudei che accede a Piazza Grande (Piazza dei Signori), sbarrata dal muro del Peronio

Si hanno notizie di ebrei nel territorio vicentino a Lonigo nel 1369 e a Vicenza agli inizi del XV secolo; tra essi il banchiere Beniamino di Manuele Finzi, che almeno dal 1413 risiedeva in città in una casa di sua proprietà nella sindicaria di San Eleuterio e che nel 1417 poteva già vantare buoni rapporti col Comune. È sicuro anche che vicino a Porta Lupia gli ebrei avessero una domus e un cimitero.
L'origine della comunità vicentina, come negli altri centri del Veneto, si può far risalire alla convergenza di rami "di rito tedesco", in genere provenienti da Treviso - ebrei askenaziti esuli dalla Germania fin dai secoli XIII-XIV - e “romani” o di "rito italiano" provenienti da Padova - dove c'era una fiorente universitas di ebrei che provenivano dall'Italia centrale attratti dalla possibilità di affari - o da Modena. Il loro arrivo è pertanto precedente alla dominazione della Repubblica di Venezia.
Durante i primi decenni del secolo XV gli ebrei di origine askenazita costituirono il gruppo ebraico più consistente nel vicentino, con una solida presenza nella podesteria di Marostica. Gli ebrei “romani”, invece, si stabilizzarono nell'altra podesteria vicentina, quella di Lonigo e ad Arzignano, sede di un vicariato che nel Quattrocento stava vivendo una grande espansione economica e demografica. A Vicenza è documentata anche la presenza di alcuni ebrei provenienti dalla Spagna - probabilmente fuggiti in seguito ai pogrom del 1391 - e dalla Francia. Dopo questo iniziale insediamento a prevalenza askenazita, rapidamente si passò ad una maggioranza della parte "romana".
La prima condotta, cioè il contratto rinnovabile periodicamente, rogata fra il Comune e i banchieri ebrei fu concessa dal Comune di Vicenza nel 1425 e fu rinnovata dieci anni dopo. Poi iniziò la sequenza dei decreti - emanati negli anni 1453, 1458, 1470 e 1479 - che vietavano agli ebrei di esercitare l'attività di prestito. Imporre questo divieto rendeva loro di fatto impossibile la permanenza sul territorio, sia perché implicitamente veniva loro negato il diritto di residenza previsto dalla condotta, sia perché veniva impedito l'esercizio di una delle poche professioni allora consentite.
La presenza ebraica a Vicenza e nel territorio è comunque documentata durante tutto il XV secolo fino al 1486, anno dell'espulsione definitiva da Vicenza. Mentre i decreti sopra citati comportarono solo un reale o fittizio cambio di attività - dal prestito alla pezzaria, cioè la rivendita di oggetti usati - il decreto d'espulsione del 1486 comportò la definitiva sparizione della comunità ebraica dalla città e, qualche anno più tardi, dal territorio vicentino.

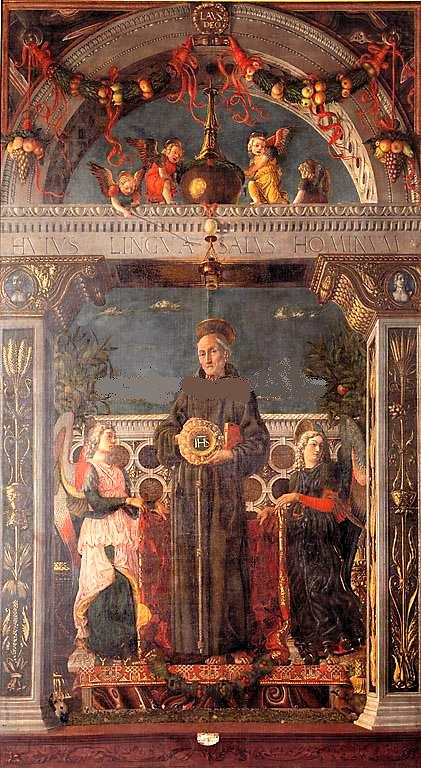
Andrea Mantegna, San Bernardino da Siena tra due angeli

#### Il prestito di denaro
Le due attività comunemente concesse agli ebrei vicentini erano il prestito di denaro e la rivendita di oggetti usati (la pezzaria secondo la dicitura locale). Pochissime sono le informazioni - in questi casi non era richiesta una specifica documentazione - sull'esercizio di altre professioni; si sa di un sarto e di un insegnante di lingua ebraica, mentre dai documenti non risultano medici ebrei a Vicenza, nonostante la loro fama e malgrado la professione medica fosse una delle poche permesse a questo popolo.
Durante la prima metà del secolo al centro dell'economia ebraica fu soprattutto la fenerazione o attività di prestito, concentrata specialmente nelle mani delle tre maggiori famiglie vicentine: i Finzi, i da Modena e la famiglia di Aberlino. Caratteristica comune ai banchieri ebrei e cristiani del tempo era il carattere familiare dell'impresa, che veniva rafforzata da frequenti alleanze matrimoniali, utili sia per creare reti commerciali ed economiche che relazioni fra le diverse comunità ebraiche.
Il maggior banchiere vicentino era Beniamino Finzi e la sua attività di prestito, regolato dalla condotta, era rivolta al Comune, all'artigianato manifatturiero e soprattutto alla nobiltà. Egli però non si limitava al solo prestito ma, come gli altri banchieri, aveva creato un'ampia rete di investimenti in diversi banchi, sia in città che nel territorio vicentino: possedeva quote del banco dei da Modena e investimenti nel banco di Arzignano.
I tassi d'interesse praticati in città erano del 15% per i primi sei mesi dal momento del pegno e in seguito, fino ai 15 mesi, del 20%, una percentuale relativamente contenuta rispetto a quelle praticate in altri centri del vicentino (a Marostica poteva arrivare anche al 40%). Mentre nelle altre città, alla scadenza, i pegni non riscattati dovevano essere venduti attraverso un'asta pubblica, nel caso di Vicenza una clausola della condotta prevedeva che essi restassero di proprietà dei prestatori ebrei. Questi venivano così in possesso di una grande quantità di merce, disponibile per la rivendita attraverso la pezzaria, e ciò poteva rappresentare un'ulteriore fonte di guadagno. Nello stesso tempo la presenza di ebrei feneratori garantiva alla popolazione la possibilità di ottenere crediti e al Comune vantaggi diretti, visto che poteva richiedere o addirittura imporre prestiti a proprio vantaggio.
Una parte consistente del credito ebraico era rivolto alla nobiltà vicentina, che investiva nella produzione di panni di lana e di seta e si dotava di palazzi sempre più sontuosi in città. Quando poi la nobiltà affidava il proprio denaro al banco ebraico, il vantaggio era reciproco: la prima traeva guadagni dagli interessi ricevuti dal deposito e i banchieri ebrei avevano a disposizione una maggiore liquidità da investire.
L'attività di prestito tuttavia entrò in crisi intorno agli anni quaranta, probabilmente in seguito all'accesa predicazione contro l'usura, nel 1443 da parte di fra Bernardino da Siena e nel 1451 di fra Giovanni da Capestrano, che predicò nel capoluogo e a Lonigo.
L'usura - vietata e fortemente combattuta dalla Chiesa - era un male endemico a Vicenza, città nella quale da un paio di secoli rappresentava l'attività principale della classe media, insieme a quella dei notai. Contro di essa si erano scagliati vescovi - in particolare il beato Bartolomeo da Breganze - e predicatori degli Ordini mendicanti, senza ottenere grandi risultati, eccezion fatta per il notevole numero di lasciti testamentari in favore delle chiese, elargiti come riparazione per i peccati commessi. Ora però che in tutta l'Italia centro-settentrionale si era affermata la presenza di banchieri ebrei, la predicazione identificò l'usura con il giudaismo e si rivolse contro entrambi.
Alessandro Nievo, giureconsulto vicentino del tempo, nel 1469 scrisse quattro Consilia contra iudeos foenerantes in cui, ricordando le prediche di Bernardino a Vicenza, esprimeva la convinzione − condivisa con il minore osservante Michele da Carcano − che il Papa non potesse dispensare dal divieto di usura o tollerare che le città consentissero agli ebrei di esercitare attività di prestito usurario, fatto che offendeva lo jus naturale, divinum et canonicum; la fortuna di questi Consilia, pubblicati in più edizioni, ne fecero il principale strumentario dal quale i frati minori italiani trassero i loro argomenti antigiudaici di ordine teorico.
È probabile che, dopo queste predicazioni, il clima in città fosse diventato molto teso ed i contrasti con la popolazione fossero aumentati, tanto che il Comune non rinnovò la condotta in scadenza nel 1445 e alcuni ebrei presero la decisione di trasferirsi altrove. Proprio richiamandosi alla predicazione di Bernardino, nel 1453 il doge Francesco Foscari accolse le istanze del Comune di Vicenza e stabilì il divieto di fenerazione per i banchieri ebrei. Non è da escludere, peraltro, che questo clima derivasse anche dalla forte concorrenza che gli ebrei ormai esercitavano nei confronti della nobiltà cittadina, da tempo implicata nell'attività di usura.
Probabilmente l'attività di fenerazione non sparì da Vicenza e, soltanto, si ridusse e divenne meno visibile mediante l'utilizzo di prestanome: forse gli stessi ebrei pezzaroli esercitarono, più o meno di nascosto, l'attività creditizia.

#### Lapezzaria
L'altra professione svolta dagli ebrei vicentini era quella di pezzaroli.
A differenza dei feneratori, i pezzaroli ebrei vicentini videro la loro attività sin dall'inizio fortemente contrastata dalle locali fraglie, in particolare da quella degli orafi. Attraverso i documenti del tempo, si ha notizia di continui contrasti durante tutta la prima metà del XV secolo fra gli ebrei e le fraglie vicentine dei pezzaroli e degli orafi, con la parte cristiana costantemente impegnata nel tentativo di ridurre le possibilità di esercizio per gli ebrei e di eliminare la concorrenza.
Nel 1408, ad esempio, i pezzaroli cristiani, appellandosi al doge Michele Steno, ottennero che gli ebrei rispettassero le festività cristiane chiudendo le loro botteghe. Varie volte gli ebrei si videro accusati dalle fraglie cristiane: di ricettazione, e conseguentemente il Comune impose loro di acquistare oggetti d'oro e d'argento solo sulla pubblica piazza; oppure di esercitare abusivamente l'attività senza essere iscritti alla matricola dell'arte, ma in questo caso i cristiani ottennero risposta negativa e gli ebrei furono autorizzati ad esercitare la pezzaria, purché rispettassero lo statuto dell'arte; o ancora, di vendere in città oggetti non conformi alla lega d'argento vicentina e venne deciso che gli ebrei avrebbero potuto vendere solo oggetti provenienti da pegni non riscossi e solo se contrassegnati con una particolare bulla dai gastaldi della fraglia cristiana, a loro unico ed insindacabile giudizio.
Ciononostante e pur avendo subito pesanti restrizioni, nella seconda metà del Quattrocento la pezzaria ebraica sembrò rafforzarsi, sviluppando ulteriormente la propria attività. Gli ebrei vicentini furono abbastanza abili nello stringere accordi con le fraglie stesse che, dietro pagamento di piccole somme, rinunciarono in parte ai loro privilegi.
Come già detto, l'attività ebraica di pezzaria era facilitata e resa particolarmente conveniente dalla possibilità di vendere i pegni non riscattati, che venivano conferiti ai feneratori titolari di condotta. Oltre alla rivendita di oggetti usati di modesto valore agli strati meno abbienti della popolazione, una parte importante della pezzaria riguardava oggetti di lusso che la stessa nobiltà vendeva loro - probabilmente anche per ricavarne velocemente somme importanti - oppure beni comprati alle aste pubbliche della camera dei pegni; questo permetteva buoni guadagni e dava loro la possibilità di avere merce di valore da vendere anche al di fuori dal tessuto cittadino. A dispetto di un'attività apparentemente modesta, i pezzaroli erano in grado di muovere somme assai elevate, segno della loro forza economica.

#### L'espulsione del 1486

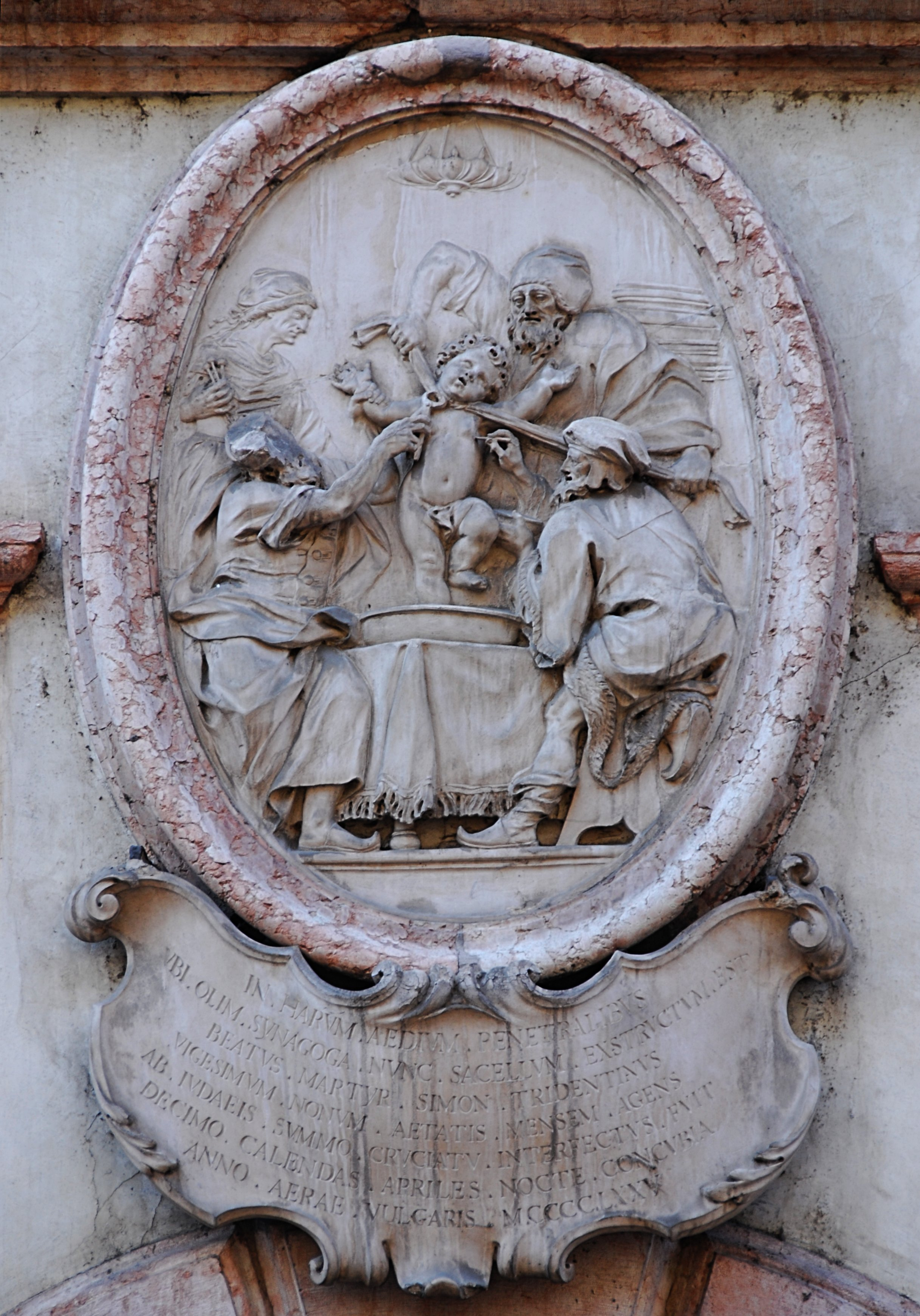
Martirio del Beato Simonino, Palazzo Salvadori, Trento

Il clima, già teso, si surriscaldò nel 1475 quando a Trento venne ucciso un bambino di nome Simonino e, ancor più, nel 1485 quando un evento analogo - in questo caso il bambino si chiamava Lorenzino Sossio da Valrovina - accadde a Marostica; di entrambi i fatti vennero incolpati gli ebrei, accusati di aver perpetrato un omicidio rituale. A rafforzare l'ostilità nei loro confronti contribuirono in maniera determinante uno scritto di Pietro Bruto, l'Epistula contra Judaeos, che sosteneva la colpevolezza e la perfidia di questo popolo. A nulla valse il fatto che le accuse si dimostrassero infondate: la credenza sopravvisse tenacemente nella tradizione popolare - se ne trovano testimonianze ancora nel Settecento - alimentata anche da elementi del clero veneto.
Così, quando una ducale del doge Marco Barbarigo - che in realtà ratificava la delibera presa dal Comune di Vicenza, patrocinata dal podestà Antonio Bernardo - espulse da Vicenza gli ebrei, con l'accusa di praticare l'usura, vi fu in città un'esplosione di gioia. Sulle indubbie pressioni esercitate dalla controparte cristiana, che si vedeva penalizzata dalla concorrenza ebraica, si inserirono quindi i pregiudizi, le motivazioni religiose e l'iniziativa del francescano Marco da Montegallo, che aveva già fondato con successo dei Monti di Pietà nelle Marche. Dopo questa decisione - agli ebrei fu concesso meno di un mese di tempo per lasciare la città - entrambe le attività, sia di fenerazione che di pezzaria, cessarono definitivamente a Vicenza. Qualche famiglia ebrea restò, anche se non per molto tempo, nelle città vicine: Bassano, Cittadella, Lonigo, Rosà.
Il Comune - governato dalla nobiltà e dalle fraglie - riprese il controllo di un importante settore dell'economia cittadina e istituì anch'esso un Monte di Pietà, il primo nel territorio della Repubblica di Venezia. Seguendo il modello proposto dal frate, il Monte inizialmente prestò il denaro senza richiedere interesse, ma nel 1492, entrato in crisi, venne rifondato da Bernardino da Feltre, questa volta con l'applicazione di un tasso del 5%, comunque di molto inferiore a quello praticato in precedenza dagli ebrei.
Pochi anni dopo, nel 1517, il Consiglio dei Pregadi dispose che tutti gli ebrei di Venezia dovessero obbligatoriamente risiedere nel Ghetto. Rispettivamente nel 1600 e nel 1603 un ghetto fu istituito anche nelle città di Verona e di Padova.
Per i successivi due secoli non si ha notizia di ebrei a Vicenza, se non come mercanti ambulanti di lana e seta. Dopo il 1720 si ha traccia di qualche permesso temporaneo di residenza in città come pure, però, di ripetuti bandi di espulsione.
Ancora per secoli, invece, restarono comunemente in uso nella toponomastica cittadina i nomi di contrà e di stradella dei Giudei, rimase cioè la memoria dei luoghi da essi abitati o dove svolgevano la loro attività. I nomi furono modificati - rispettivamente nel 1867 e nel 1941 - in quelli di contrà Cavour e stradella dei Nodari, con la motivazione, nel caso di quest'ultima, che la denominazione "non è più consona con le attuali direttive politiche sulla razza e che si rende opportuno introdurre nuove strade aventi un loro passato".

### L'età contemporanea

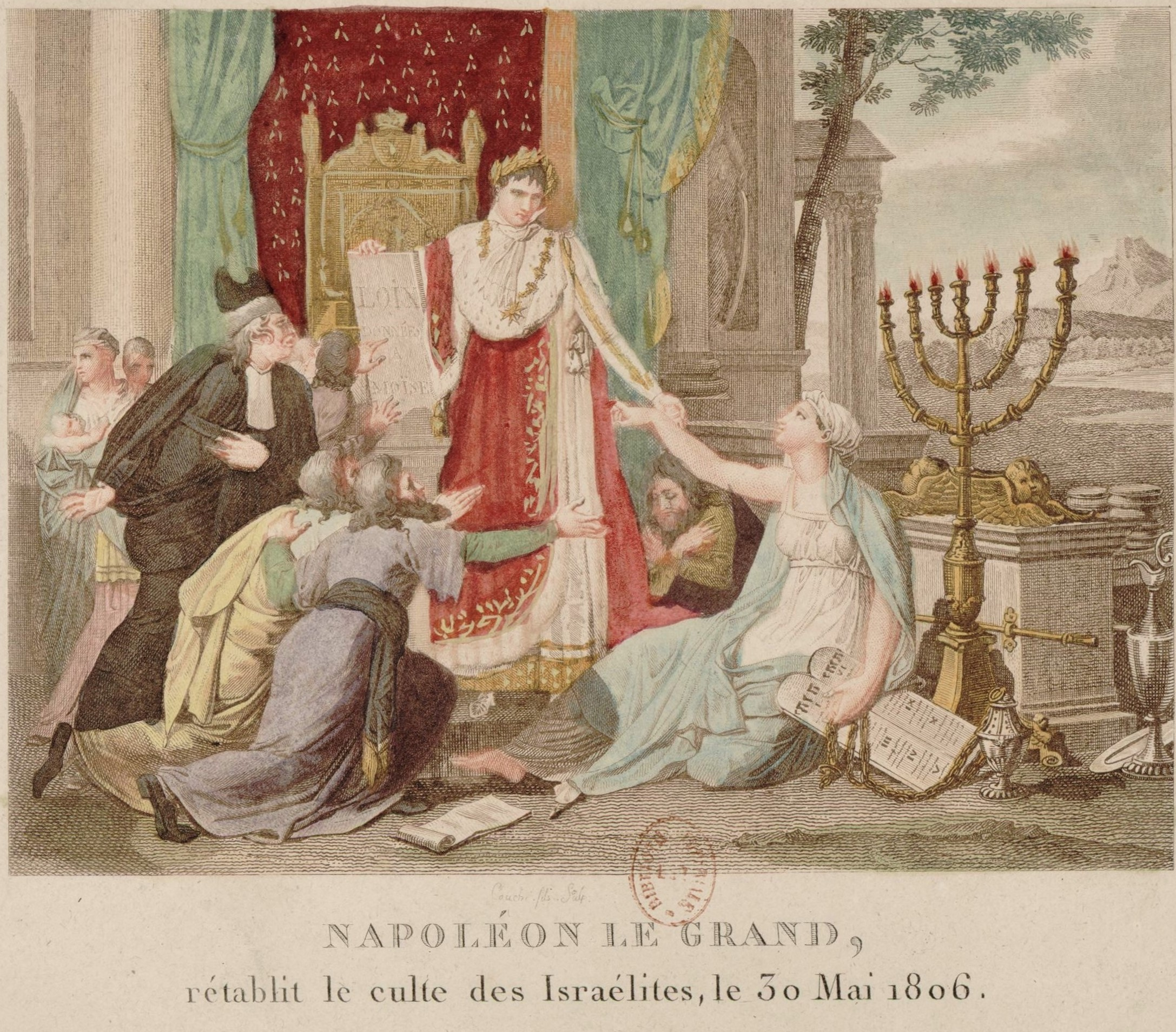
Napoleone restituisce la libertà di culto agli ebrei. Stampa francese del 1806.

Con l'arrivo di Napoleone e la caduta della Serenissima i ghetti della Repubblica furono aboliti, agli ebrei furono riconosciuti tutti i diritti e molti poterono trasferirsi e comprare immobili altrove, svolgere una qualsiasi professione, frequentare liberamente scuole pubbliche e istituzioni. Anche l'Impero austriaco, al quale furono annesse le terre della Serenissima nel 1797, nonostante escludesse gli ebrei dalla partecipazione attiva alla vita pubblica e nonostante vi fossero manifestazioni popolari contro di essi, non ricostituì più i ghetti.
Un settore del Cimitero acattolico di Vicenza testimonia che - seppure poche - alcune famiglie ebree vissero in città in questi ultimi due secoli, senza che vi fosse però una vera comunità. Nel Cimitero sono presenti tombe della famiglia Orefice, dalla quale uscì anche un musicista, Giacomo Orefice. La storia delle due vie cittadine a suo tempo denominate dei Giudei rappresenta il clima di una città che, ancora nel 1932, vedeva positivamente il mantenimento della tradizione toponomastica e la presenza storica degli ebrei a Vicenza.
Questo clima mutò nel 1938, quando furono promulgate le leggi razziali fasciste.
Negli anni tra il 1941 e il 1943 nel territorio vicentino furono presenti circa 500 profughi ebrei, per la maggior parte provenienti dalla Jugoslavia, ma anche qualche polacco, tedesco, ceco, rumeno, ungherese e russo, che furono dislocati in 26 Comuni della provincia – ad esempio Enego, Lonigo, Malo, Roana, Sossano, Arsiero – con lo status di internati liberi (di fatto erano controllati a vista dalle forze dell'ordine, podestà e dalla popolazione stessa), così come stava succedendo in molti altri Comuni d'Italia. Vicenza fungeva da centro di raccolta e smistamento, in attesa che la prefettura stabilisse i luoghi precisi di confino. Nel frattempo gli ebrei soggiornavano forzatamente, a loro spese, in locande, alberghi o abitazioni private.
Con l'8 settembre 1943 e la creazione della Repubblica sociale italiana si spensero per gli ebrei le ultime speranze di vivere in Italia con serenità. Molti fuggirono prima che entrassero in vigore ad inizio dicembre i provvedimenti più restrittivi, a partire dal sequestro dei beni fino all'arresto, altri dovettero fronteggiarli quando la situazione si era fatta quasi senza via d'uscita. La prefettura istituì per gli ebrei in attesa di deportazione dei campi di concentramento nella provincia, tra i quali il campo di concentramento di Tonezza del Cimone, attivo dal 20 dicembre 1943 al 2 febbraio 1944. Parecchi vicentini si distinsero nell'aiutare gli ebrei nella fuga verso la Svizzera, il Sud Italia o le loro terre d'origine: esemplare in questo senso la figura del cappellano di Valli del Pasubio, don Michele Carlotto, Giusto tra le Nazioni. Molti ebrei, invece, furono arrestati e deportati nei campi di sterminio nazisti; delle 67 persone deportate sopravvissero solo in quattro.
Alla fine degli anni ottanta a Vicenza e in Provincia risiedevano una dozzina di ebrei, che appartengono per diritto alla Comunità israelitica di Verona.